# Nirat

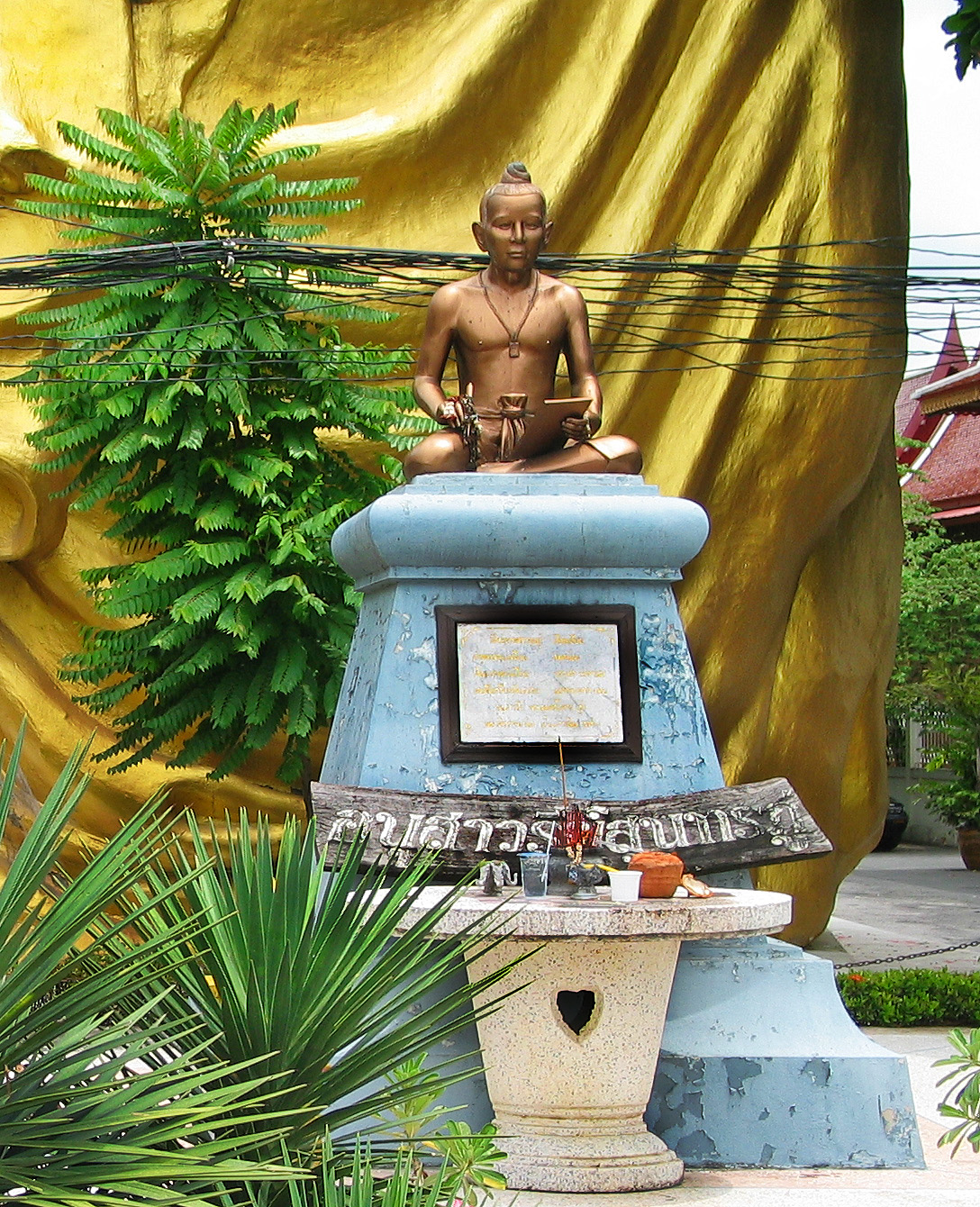
Statue de Sunthorn Phu à Bangkok.

Le Nirat est un genre de littérature thaïlandaise populaire lyrique, sur le thème de la « poésie d'adieu ». Son noyau est un récit de voyage, mais l'essentiel est le désir amoureux de l'absent. Les principaux représentants de ce genre sont Si Prat (XVIIe siècle) et Sunthorn Pu (1786-1855).
Sri Prat, favori du roi Narai (1629-1688), fut exilé pour impertinence à Nakhon Si Thammarat et y composa le Kamswan ou « Ballade des exilés », où il chante la splendeur de la capitale Ayutthaya.
Sunthorn Phu est l'auteur de plusieurs classiques, dont le Nirat Phukaothong (récit de son voyage à la montagne d'or) et le Nirat Suphan (récit de son voyage dans la province de Suphanburi).

## Publication
Le Nirat, poème de séparation : étude d'un genre classique siamois, Gilles Delouche, Édition Peteers, Paris-Louvain, 2003, 218 p., collection : Bibliothèque de l'INALCO    (ISBN 2-87723-735-4) (Paris)   (ISBN 90-429-1338-X) (Louvain)
Exemple de Nirat : Traduction par Gilles Delouche du Nirat Chao Fa Aphai (XVIIIe siècle)